# Maria Teresa de Filippis
Maria Teresa de Filippis (Nápoly, 1926. november 11. – 2016. január 8.) olasz autóversenyzőnő, a Formula–1-es világbajnokság első női versenyzője.

## Pályafutása
1958-ban és 1959-ben összesen öt világbajnoki Formula–1-es versenyen vett részt. Az 1958-as monacói nagydíjon debütált a sorozatban. A futamra ekkor még nem tudta kvalifikálni magát, ám a szezon ötödik versenyén, a belga nagydíjon már rajthoz állhatott, és végül utolsó célba érőként a tizedik pozícióban zárt. Ebben az évben még további két alkalommal állt rajthoz, Maria azonban kiesett mind a portugál, mind az olasz futamon. Az 1959-es monacói volt pályafutása utolsó világbajnoki versenye. Ezt követően egészen 1974-ig nem szerepelt női pilóta a sorozatban.

## Eredményei

### Teljes Formula–1-es eredménylistája
(Táblázat értelmezése)

(Félkövér: pole-pozícióból indult; dőlt: leggyorsabb kört futott) 

| Év   | Csapat                   | Modell                 | Motor               | 1      | 2      | 3   | 4   | 5      | 6   | 7   | 8   | 9      | 10     | 11  | Helyezés | Pont |
| ---- | ------------------------ | ---------------------- | ------------------- | ------ | ------ | --- | --- | ------ | --- | --- | --- | ------ | ------ | --- | -------- | ---- |
| 1958 | Maria Teresa de Filippis | Maserati 250F          | Maserati Straight-6 | ARG    | MON Nk | NED | 500 | BEL 10 | FRA | GBR | GER |        | ITA Ki | MOR | -        | 0    |
| 1958 | Scuderia Centro Sud      | Maserati 250F          | Maserati Straight-6 |        |        |     |     |        |     |     |     | POR Ki |        |     | -        | 0    |
| 1959 | Dr Ing F Porsche KG      | Behra-Porsche RSK (F2) | Porsche Flat-4      | MON Nk | 500    | NED | FRA | GBR    | GER | POR | ITA | USA    |        |     | -        | 0    |